# Burrton
Burrton es una ciudad ubicada en el condado de Harvey en el estado estadounidense de Kansas. En el año 2010 tenía una población de 901 habitantes y una densidad poblacional de 563,13 personas por km².

## Geografía
Burrton se encuentra ubicada en las coordenadas 38°1′21″N 97°40′20″O / 38.02250, -97.67222 (38.022573, -97.672316).

## Demografía
Según la Oficina del Censo en 2000 los ingresos medios por hogar en la localidad eran de $33,646 y los ingresos medios por familia eran $37,174. Los hombres tenían unos ingresos medios de $29,643 frente a los $21,477 para las mujeres. La renta per cápita para la localidad era de $14,835. Alrededor del 11.6% de la población estaban por debajo del umbral de pobreza.